# Джампаоло Паццині
Джампаоло Паццині (італ. Giampaolo Pazzini; нар. 2 серпня 1984, Пеша) — колишній італійський футболіст, нападник. Грав за національну збірну Італії та низку італійських клубів.

## Клубна кар'єра
Вихованець футбольної школи клубу «Аталанта». Дорослу футбольну кар'єру розпочав 2003 року в основній команді того ж клубу, в якій провів два сезони, взявши участь у 51 матчі чемпіонату.
Своєю грою за цю команду привернув увагу представників тренерського штабу клубу «Фіорентина», до складу якого приєднався 2005 року. Відіграв за «фіалок» наступні чотири сезони своєї ігрової кар'єри. Більшість часу, проведеного у складі «Фіорентини», був основним гравцем атакувальної ланки команди.
2009 року уклав контракт з клубом «Сампдорія», у складі якого провів наступні два роки своєї кар'єри гравця. Граючи у складі «Сампдорії» також здебільшого виходив на поле в основному складі команди. У складі «Сампдорії» був одним з головних бомбардирів команди, маючи середню результативність на рівні 0,48 голу за гру першості.
На початку 2011 року перейшов до «Інтернаціонале», відіграв за «нераззуррі» півтора сезони, здебільшого як резервний нападник. Влітку 2012 року перейшов до принципових суперників «Інтера», клубу «Мілан», в якому отримував суттєво більше ігрового часу. За три роки забив 24 голи у 86 іграх за «россонері» в усіх турнірах.
Влітку 2015 року дія контракту нападника з «Міланом» добігла кінця і він на правах вільного агента став гравцем «Верони». Першу половину 2018 року провів в Іспанії, граючи на умовах оренди за «Леванте», після чого повернувся до веронської команди. В сезоні 2018/19 знову допоміг їй повернути собі місце в Серії A, утім на рівні найвищого італійського дивізіону отримував значно менше ігрового часу, а 2 серпня 2020 року, після завершення контракту, 36-річний нападник залишив «Верону».
21 листопада 2020 року через свою сторінку в Instagram оголосив про завершення ігрової кар'єри у віці 36 років.

## Виступи за збірні
2000 року дебютував у складі юнацької збірної Італії, взяв участь у 22 іграх на юнацькому рівні, відзначившись 10 забитими голами.
Протягом 2003—2007 років залучався до складу молодіжної збірної Італії. На молодіжному рівні зіграв у 22 офіційних матчах, забив 5 голів.
2009 року дебютував в офіційних матчах у складі національної збірної Італії. Провів у формі головної команди країни 25 матчів, забивши 4 м'ячі. У складі збірної був учасником чемпіонату світу 2010 року у ПАР, де взяв участь в одній грі.
| Дата       | Місто      | Господарі         | Результат | Гості             | Турнір             | Голи | Примітки          |
| ---------- | ---------- | ----------------- | --------- | ----------------- | ------------------ | ---- | ----------------- |
| 28/03/2009 | Подгориця  | Чорногорія        | 0 – 2     | Італія            | Відбір до ЧС 2010  | 1    |                   |
| 01/04/2009 | Барі       | Італія            | 1 – 1     | Ірландія          | Відбір до ЧС 2010  | -    |                   |
| 06/06/2009 | Піза       | Італія            | 3 – 0     | Північна Ірландія | товариський матч   | -    |                   |
| 14/11/2009 | Пескара    | Італія            | 0 – 0     | Нідерланди        | товариський матч   | -    |                   |
| 18/11/2009 | Чезена     | Італія            | 1 – 0     | Швеція            | товариський матч   | -    |                   |
| 03/03/2010 | Монако     | Італія            | 0 – 0     | Камерун           | товариський матч   | -    |                   |
| 03/06/2010 | Брюссель   | Італія            | 1 – 2     | Мексика           | товариський матч   | -    |                   |
| 05/06/2010 | Женева     | Швейцарія         | 1 – 1     | Італія            | товариський матч   | -    |                   |
| 20/06/2010 | Мбомбела   | Італія            | 1 – 1     | Нова Зеландія     | ЧС 2010 - 1-й етап | -    |                   |
| 03/09/2010 | Таллінн    | Естонія           | 1 – 2     | Італія            | Відбір до ЧЄ 2012  | -    |                   |
| 07/09/2010 | Флоренція  | Італія            | 5 – 0     | Фарерські острови | Відбір до ЧЄ 2012  | -    |                   |
| 08/10/2010 | Белфаст    | Північна Ірландія | 0 – 0     | Італія            | Відбір до ЧЄ 2012  | -    |                   |
| 12/10/2010 | Генуя      | Італія            | 3 – 0     | Сербія            | Відбір до ЧЄ 2012  | -    | технічна перемога |
| 17/11/2010 | Клагенфурт | Румунія           | 1 – 1     | Італія            | товариський матч   | -    |                   |
| 09/02/2011 | Дортмунд   | Німеччина         | 1 – 1     | Італія            | товариський матч   | -    |                   |
| 25/03/2011 | Любляна    | Словенія          | 0 – 1     | Італія            | Відбір до ЧЄ 2012  | -    |                   |
| 03/06/2011 | Модена     | Італія            | 3 – 0     | Естонія           | Відбір до ЧЄ 2012  | 1    |                   |
| 07/06/2011 | Льєж       | Італія            | 0 – 2     | Ірландія          | товариський матч   | -    |                   |
| 10/08/2011 | Барі       | Італія            | 2 – 1     | Іспанія           | товариський матч   | -    |                   |
| 02/09/2011 | Торсгавн   | Фарерські острови | 0 – 1     | Італія            | Відбір до ЧЄ 2012  | -    |                   |
| 06/09/2011 | Флоренція  | Італія            | 1 – 0     | Словенія          | Відбір до ЧЄ 2012  | 1    |                   |
| 11/11/2011 | Вроцлав    | Польща            | 0 – 2     | Італія            | товариський матч   | 1    |                   |
| 15/11/2011 | Рим        | Італія            | 0 – 1     | Уругвай           | товариський матч   | -    |                   |
| 29/02/2012 | Генуя      | Італія            | 0 – 1     | США               | товариський матч   | -    |                   |
| 11/9/2012  | Модена     | Італія            | 2 – 0     | Мальта            | Відбір до ЧС 2014  | -    | 69'               |
| Усього     |            | Матчів            | 25        |                   | Голів              | 4    |                   |

## Титули і досягнення
- Володар Кубка Італії (1):

«Інтернаціонале»: 2010–11
- Чемпіон Європи (U-19): 2003